# Al Ferguson
Al Ferguson (Wexford, 19 aprile 1888 – Long Island, 4 dicembre 1971) è stato un attore e regista irlandese naturalizzato statunitense.

## Biografia
Nato in Irlanda, a Rosslare nella contea di Wexford nel 1888, Al Ferguson emigrò negli Stati Uniti dove lavorò nel cinema. Cominciò a recitare all'epoca del muto, nel 1912, in un film prodotto dalla Selig. Nella sua carriera di attore, durata fino al 1958, comparve in più di trecento film. A metà degli anni venti, diresse quattro pellicole di cui fu anche protagonista. I quattro film furono prodotti dalla J.J. Fleming Productions, una piccola compagnia indipendente attiva dal 1924 al 1925 che ha in catalogo solo 5 film . 
L'ultima partecipazione di Al Ferguson a un film fu nel western Sfida nella città morta (1958) di John Sturges.
Morì il 4 dicembre 1971 a Long Island, all'età di 83 anni.

## Filmografia

### Attore (parziale)
Quando manca il nome del regista, questo non viene riportato nei titoli
- The Whiskey Runners, regia di Otis Thayer - cortometraggio (1912)
- The Bond Between (1915)
- With a Life at Stake, regia di William Bertram (1916)
- The Voice of Love, regia di Rae Berger (1916)
- Youth's Endearing Charm, regia di William C. Dowlan (1916)
- The Frame-Up, regia di Edward Sloman (1917)
- Where the West Begins, regia di Henry King (1919)
- La città perduta (The Lost City), regia di E.A. Martin - serial cinematografico (1920)
- La prigioniera della jungla (The Jungle Princess), regia di E.A. Martin (1920)
- Shackles of Fear, regia di Al Ferguson (1924)
- The Trail of Vengeance, regia di Al Ferguson (1924)
- Phantom Shadows, regia  di Al Ferguson  (1925)
- Scarlet and Gold, regia di Francis J. Grandon (1925)
- The Fighting Romeo, regia di Al Ferguson (1925)
- The Baited Trap, regia di Stuart Paton (1926)
- Tentacles of the North, regia di Louis Chaudet (1926)
- Tarzan the Tiger, regia di Henry MacRae (1929)
- Un sentiero nel deserto (The Desert Trail), regia di Lewis D. Collins (1935)
- Maria Antonietta (Marie Antoinette), regia di W. S. Van Dyke II (1938)
- L'usurpatore (Tower of London), regia di Rowland V. Lee (1939)
- Un napoletano nel Far West (Many Rivers to Cross), regia di Roy Rowland (1955)
- Sfida nella città morta (The Law and Jake Wade), regia di John Sturges (1958)

### Regista
- Shackles of Fear (1924)
- The Trail of Vengeance (1924)
- Phantom Shadows (1925)
- The Fighting Romeo (1925)